# Combat de Tinsalane
Guerre du Mali
Batailles
La combat de Tinsalane  est une embuscade tendue le 11 février 2012 par des groupes armés d'Ansar Dine et du Mouvement national pour la libération de l'Azawad contre un convoi de l'armée malienne venu renforcer les troupes assiégées à Tessalit.

## Déroulement
Le 10 février 2012, l'armée malienne lance une offensive visant à secourir la garnison du camp d'Amachach, près de Tessalit, assiégé par les rebelles. L'armée déploie sur le terrain 107 véhicules tout terrain, 6 BRDM, ainsi que des hélicoptères pilotés par des mercenaires ukrainiens. 
L'affrontement a lieu à Tinsalane, à 20 kilomètres au sud de Tessalit. Selon des sources militaires maliennes ; « L’objectif était d'attirer vers l’armée le maximum de rebelles, puis de faire appel aux hélicoptères de combat pour pilonner les positions ennemies (...) Nous avons choisi de combattre à Tessalit, parce que nous pouvions transférer rapidement les blessés à Gao grâce à l’aéroport que nous contrôlons à nouveau depuis le week-end. »
D'après des officiers de l'armée malienne, plus de 100 rebelles ont été tués, 50 faits prisonniers et 70 véhicules détruits.
Selon le récit de sources proches du MNLA, le matin du 11 février 2012, un convoi de soldats et de miliciens maliens quitte les villes de Kidal et d'Anéfif et se porte en direction de Tessalit afin de renforcer les forces militaires de cette ville assiégée par le MNLA. Cependant ce convoi tombe dans une embuscade tendue par une brigade du MNLA à Tinsalane. Après plusieurs heures de combats, les forces maliennes prennent la fuite, laissant 17 morts et 14 prisonniers dont l'adjudant Yousouf Ag Bougara, six véhicules sont détruits et quatre capturés. Selon un porte-parole du MNLA, Hama Ag Sidahmed, les pertes des indépendantistes ne sont que de 4 blessés, il affirme également que cinq bérets rouges ont été capturés.
D'après un habitant de la ville d'Alkhalil, à la frontière de l'Algérie, environ 25 véhicules rebelles ont déposé des blessés pour qu'ils soient admis dans des hôpitaux algériens.
Les combats se poursuivent les 13 et 14 février, l'armée malienne affirme être parvenu à entrer dans Tessalit, puis à ravitailler le camp d'Amachach, ce que les rebelles démentent.
Si les deux camps revendiquent la victoire, l'offensive malienne ne put cependant empêcher la chute du camp d'Amachach un mois plus tard, le 11 mars.